# Kroumirie

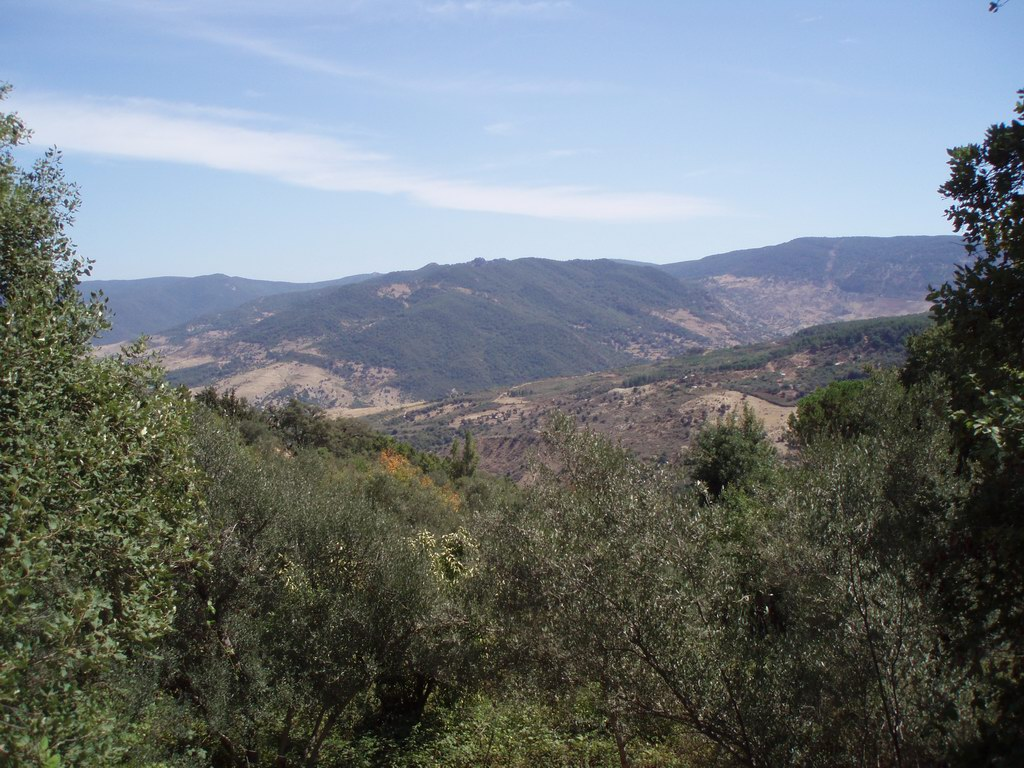
Die Kroumirie in Tunesien

Die Kroumirie oder Khroumirie ist eine Berglandschaft des Maghreb. Sie trägt ihren Namen nach einem dort ansässigen Volk und erstreckt sich vom Westen Algeriens bis zum Djebel Abiod in Tunesien. An ihrer Nordseite stößt sie an das Mittelmeer, im Süden an das Tal der Medjerda.
Die Kroumirie ist mit ausgedehnten Korkeichenwäldern bewachsen, sie ist eines der feuchtesten Gebiete Nordafrikas mit jährlichen Niederschlägen von 1000 bis 1500 mm.